# 즈비그니에프 프레이스네르
즈비그니에프 프레이스네르(폴란드어: Zbigniew Preisner, 1955년 5월 20일 ~ )는 폴란드의 영화음악 작곡가이다.

## 삶
크라쿠프에서 역사와 철학을 공부했다. 정식 음악 교육을 받지 않고, 직접 음반을 기보하면서 음악을 독학하였다. 파가니니외 시벨리우스의 영향을 받았다고 인정했다.

## 작품
- 《베로니카의 이중 생활》
- 《세가지 색 삼부작 - 블루, 화이트, 레드》
- 《사랑에 관한 짧은 필름》
- 《살인에 관한 짧은 필름》 외 크쥐시토프 키에슬로프스키 작품 다수